# David Hood
David Hood (* 21. September 1943 in Sheffield, Alabama) ist ein US-amerikanischer Bassist.

## Karriere
Hood spielte zunächst Posaune als Hauptinstrument, begann jedoch in der High School auch mit dem Bassspiel. Während seines Studiums an der University of North Alabama spielte er in einer nur lokal bekannten Gruppe namens The Mystics. An der Posaune machte er 1966 seine ersten Aufnahmen in den FAME Studios, bevor er dort als Bassist eine Festanstellung als Studiomusiker erhielt. Dort spielte er unter anderem Aufnahmen mit Aretha Franklin, Wilson Pickett und Solomon Burke und bildete zusammen mit dem Gitarristen Jimmy Johnson, Schlagzeuger Roger Hawkins und Keyboarder Barry Beckett die Muscle Shoals Rhythm Section. 1969 verließen die Vier gemeinsam die FAME Studios und gründeten mit dem Muscle Shoals Sound Studio ihr eigenes Tonstudio, in dem in der Folge zahlreiche bekannte Künstler ihre Aufnahmen machten. In den 1970er Jahren spielte er so für Cher, Linda Ronstadt, Rod Stewart und Joe Cocker. 1973 tourte Hood mit Steve Winwoods Band Traffic.
Ab Mitte der 1970er Jahre wirkte Hood auch als Musikproduzent für Bands wie Blackfoot; in den 1980er Jahren war er am Bass in Aufnahmen von James Brown, Glenn Frey und Carlos Santana zu hören. Nach dem Verkauf des Studios setzte er seine Arbeit als Studiomusiker fort und nahm unter anderem in den Sun Studios mit John Hiatt auf.

## Diskografie (Auszug)
- 1969: 3614 Jackson Highway – Cher
- 1969: Boz Scaggs – Boz Scaggs
- 1969: Hey Jude – Wilson Pickett
- 1970: Muscle Shoals Nitty Gritty – Herbie Mann
- 1970: Spirit in the Dark – Aretha Franklin
- 1971: Another Cycle – Jimmy Cliff
- 1971: Communication – Bobby Womack
- 1971: Linda Ronstadt – Linda Ronstadt
- 1971: Lovejoy – Albert King
- 1972: Oh How We Danced – Jim Capaldi
- 1973: Shoot Out at the Fantasy Factory – Traffic
- 1973: There Goes Rhymin' Simon – Paul Simon
- 1974: I'll Be Your Everything – Percy Sledge
- 1974: Shotgun Willie/Phases and Stages – Willie Nelson
- 1974: Soul Street – Eddie Floyd
- 1975: Atlantic Crossing – Rod Stewart
- 1975: Beautiful Loser – Bob Seger
- 1975: Breakaway – Art Garfunkel
- 1977: Izitso – Cat Stevens
- 1978: Luxury You Can Afford – Joe Cocker
- 1979: Honest Lullaby – Joan Baez
- 1982: No Fun Aloud – Glenn Frey